# Claudia Rivas
Claudia Rivas Vega (Valparaíso (Zacatecas), 15 de junho de 1989) é uma triatleta profissional mexicana.

## Carreira
Claudia Rivas representou seu país nas Olimpíadas de 2012 ficando em 21º.